# Csengtu
Csengtu (Chengdu) (kínai:成都; pinjin: Chéngdū) Szecsuan (Sichuan) tartomány fővárosa Kína délnyugati részén. A város az egyik legfontosabb gazdasági, közlekedési és kommunikációs központ nyugat-Kínában.
2006-ban Csengtu (Chengdu) egyike volt Kína tíz legjobbnak vélt városainak, 2007-ben pedig bekerült Kína 280 városi központja közül azon tíz közé, melyek beruházásra a legérdemesebbek.

## Népessége
Népességének változása (elővárosok nélkül):
| Lakosok száma | 857 000 | 1 583 000 | 6 922 918 | 8 225 399 | 9 195 004 | 10 392 531 | 11 050 000 | 20 937 757 |
|               | 1953    | 1964      | 1970      | 1980      | 1990      | 2000       | 2016       | 2020       |

## Közlekedés

### Vasúti
A várost érinti a Csengtu–Kujjang nagysebességű vasútvonal.

### Helyi közlekedés
A városban metró is működik.

### Légi
Repülőtere a Csengtu-Suangliui nemzetközi repülőtér.

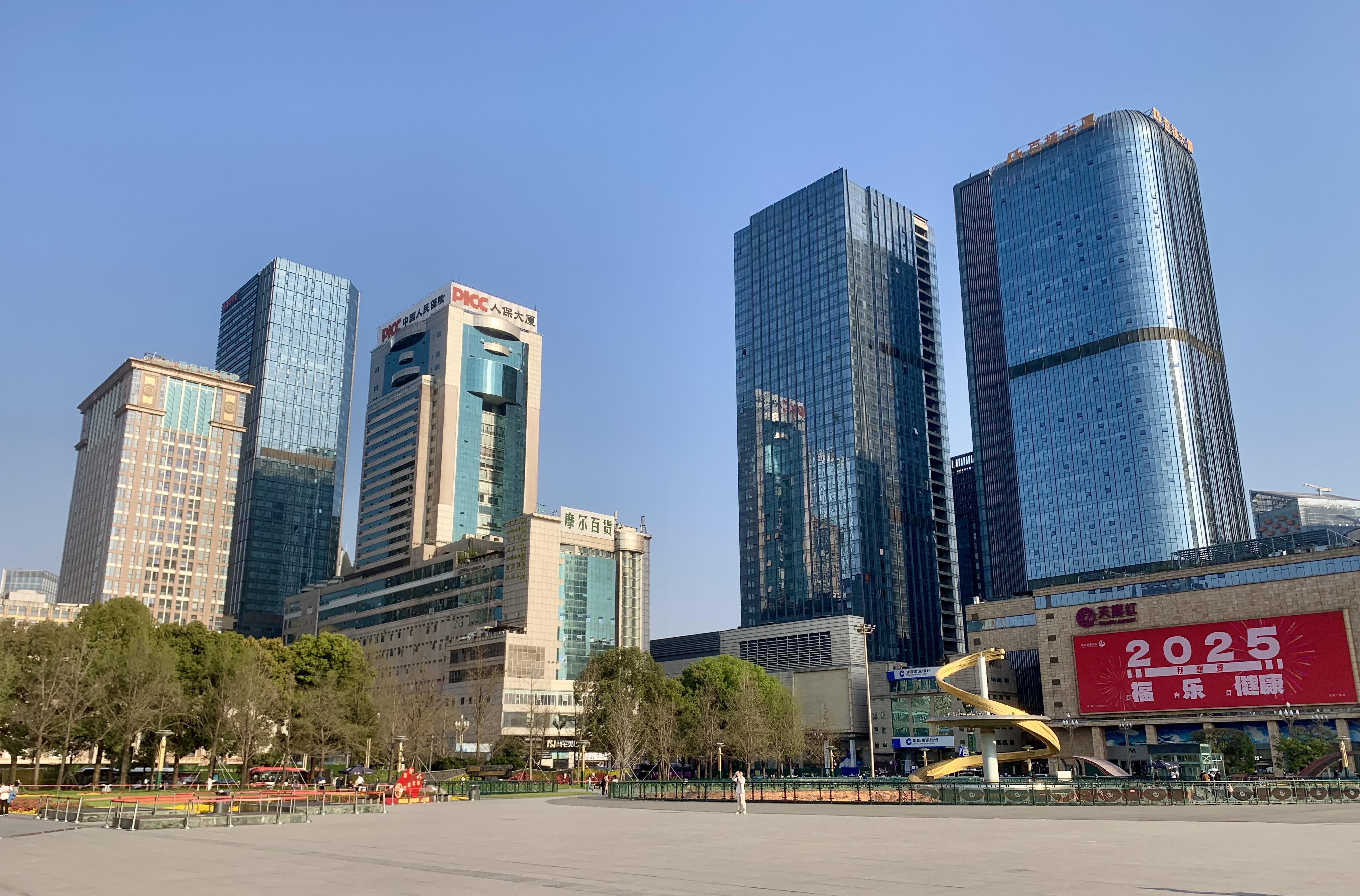
Tianfu tér
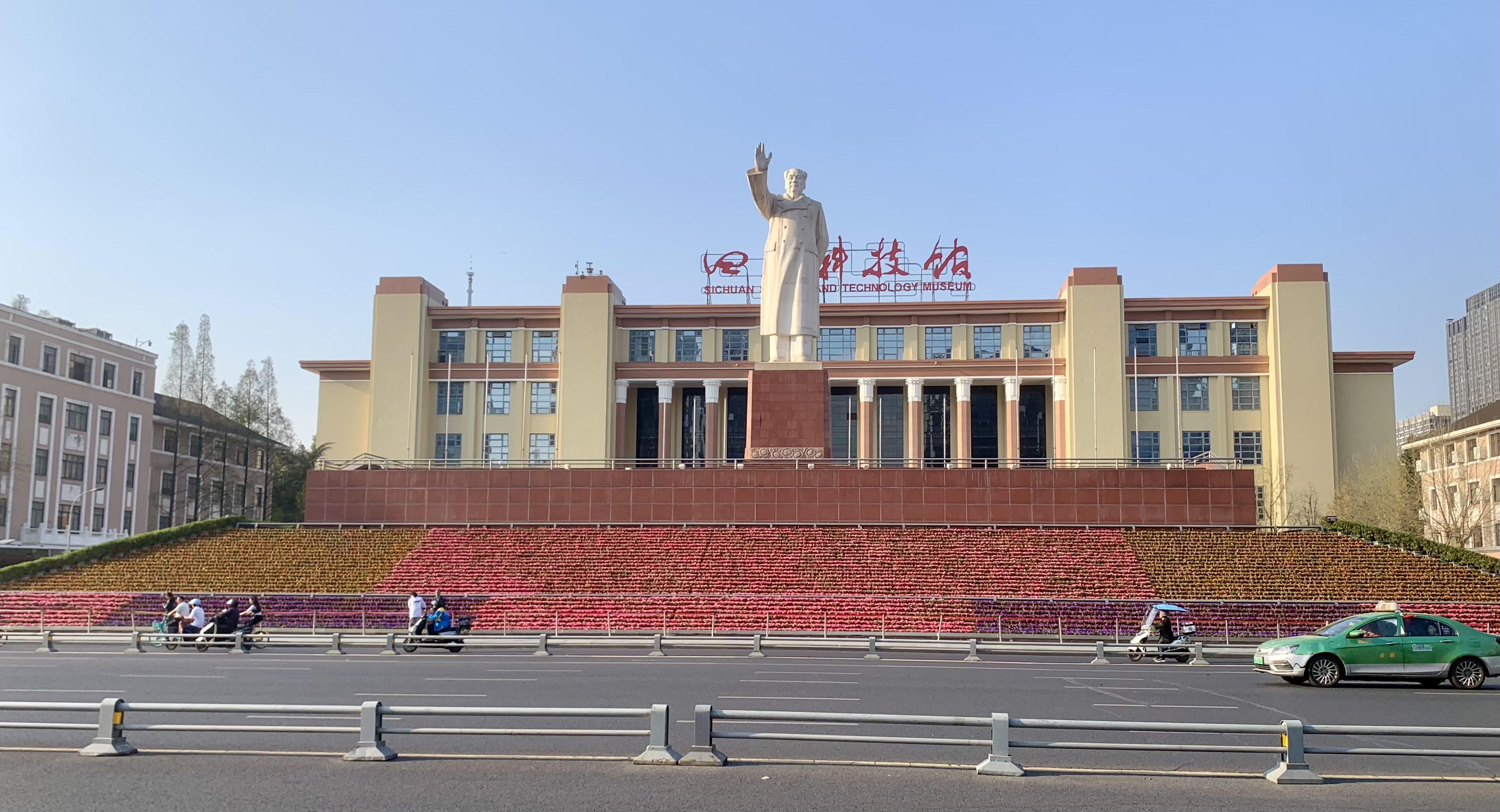
Mao-szobor
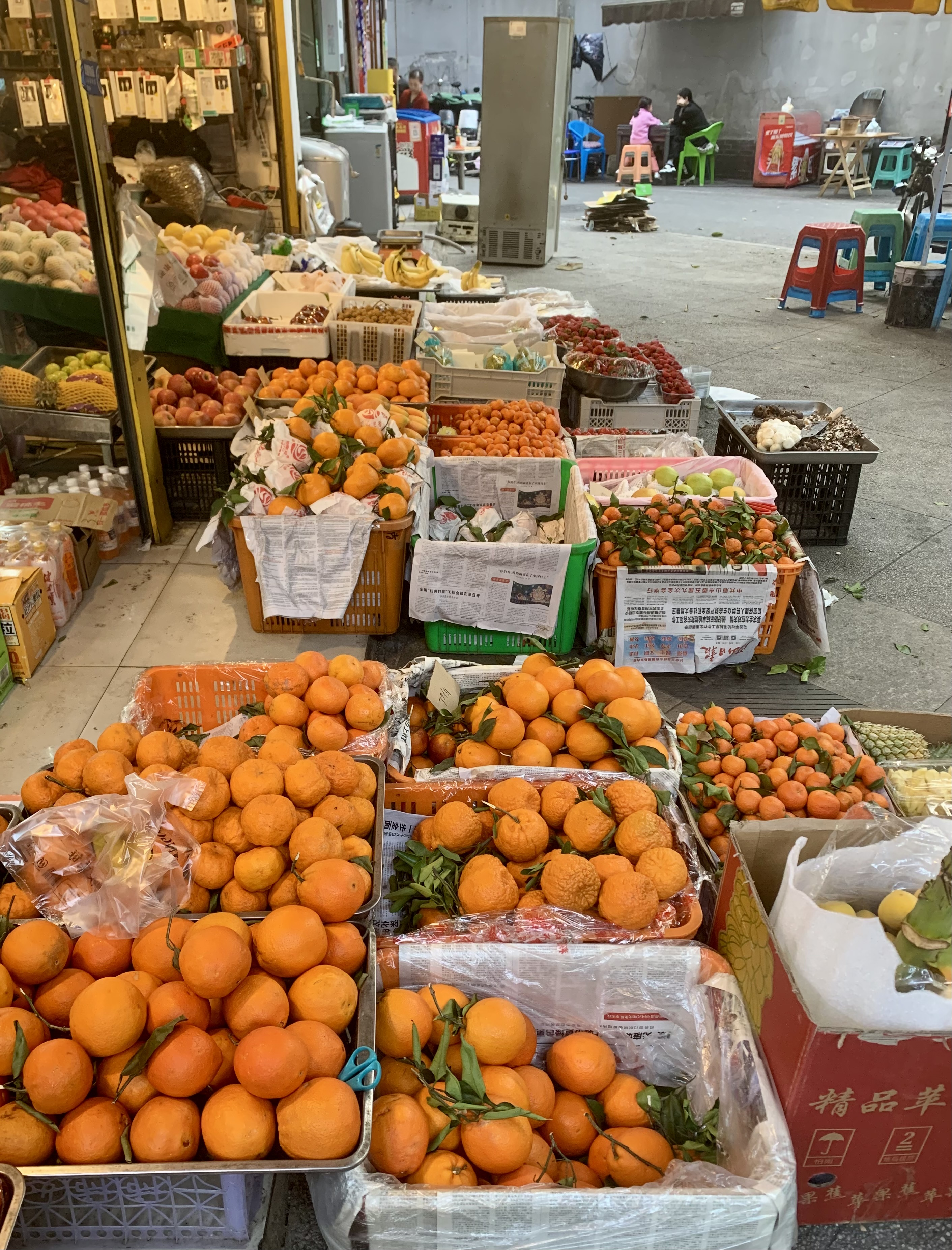
Zöldséges
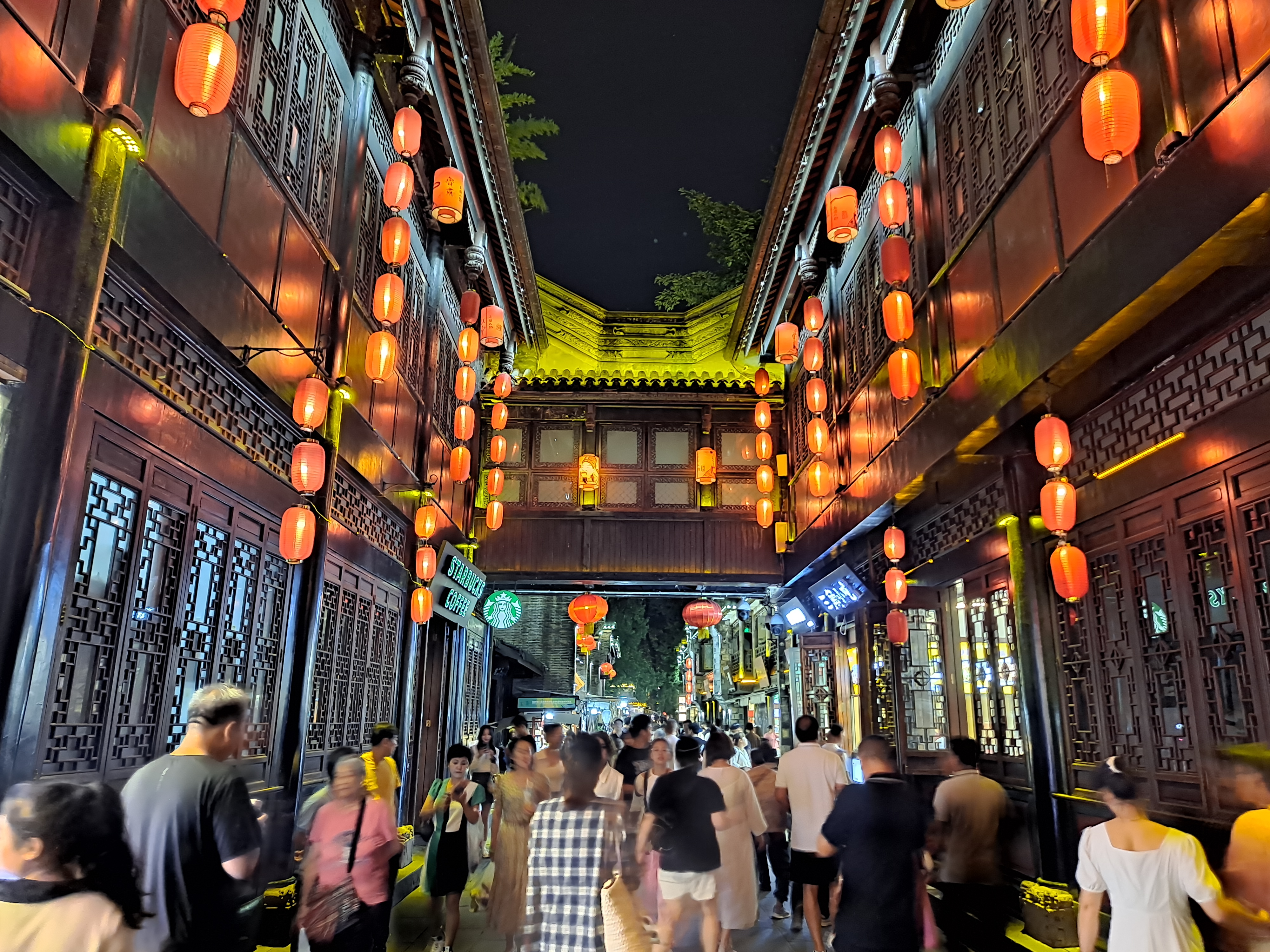
Esti utca